# Joseph Wieczerzak
Joseph Wieczerzak (ur. 1 stycznia 1931 w Newark, New Jersey, zm. 10 września 2022 w Greenwich, Connecticut) – amerykański historyk polskiego pochodzenia, biskup Polskiego Narodowego Kościoła Katolickiego. 

## Życiorys
Absolwent Brooklyn College (stopień bakałarza). Magister sztuki i doktorat (A Polish Chapter in Cvil War America, 1967) uzyskał na Uniwersytecie w Nowym Jorku. W latach 1964–1989 profesor historii w Bronx Community College, City University w Nowym Jorku, jednocześnie profesor historii i dziekan Seminarium Duchownego im. Savonaroli. W ramach wymiany stypendialnej wielokrotnie przebywał w Polsce, w 1993 na zaproszenie Polskiej Akademii Nauk. Zajmował się emigracją Polaków do USA oraz historią Polskiego Narodowego Kościoła Katolickiego. Był przewodniczącym Komisji Historii i Archiwum Polskiego Narodowego Kościoła Katolickiego oraz wydawcą roczników "PNCC History" i "Polish Review".

## Wybrane publikacje
- The Polish January Insurrection in Civil War America : a study of opinion, activity and diplomacy, New York: New York University 1962.
- A Polish chapter in civil war America : the effects of the January insurrection on American opinion and diplomacy,  New York: Twayne 1967.
- Bishop Francis Hodur : biographical essays, Scranton: Central Diocese, Polish National Catholic Church - Boulder: East European Monographs 1998.
- Theodore L. Zawistowski, Anna D. Jaroszyńska-Kirchmann, In memoriam. Joseph Wieczerzak, Polish American Studies (2023) 80 (1): 9–10.